# Gemini (chatbot)
Google Gemini (med det tidligere navn Google Bard) er en samtalegenerativ AI-chatbot, som er udviklet af Google. Chatboten var oprindeligt baseret på LaMDA-familien af store sprogmodeller (LLM'er) og senere PaLM LLM.
Gemini blev udviklet som en direkte reaktion på fremkomsten af OpenAI's ChatGPT og blev udgivet i marts 2023. LaMDA var blevet udviklet og annonceret i 2022.
Chatbot'en var i centrum under Google I/O keynote i maj 2023.

## Google Gemini
Google Gemini er en familie af multimodale store sprogmodeller udviklet af Google DeepMind, der fungerer som efterfølgeren til LaMDA og PaLM 2. Gemini består af Gemini Ultra og Gemini Pro; samt desuden Gemini Nano og blev det annonceret d. 6. december 2023. Google Gemini blev positioneret som en konkurrent til OpenAI's GPT-4.

## Google Gemma
Google har lanceret en open source AI ved navn Google Gemma.

## Historie
Gemini blev først rullet ud til en udvalgt gruppe på 10.000 "betroede testere", før en bred udgivelse planlagt i slutningen af måneden.
Den gradvise udrulning omfattede ikke lande i Den Europæiske Union på grund af bekymringer fra den irske databeskyttelseskommission (DPC) om, hvorvidt Gemini vil overholde databeskyttelsesforordningen.